# Albert de Hanau-Münzenberg

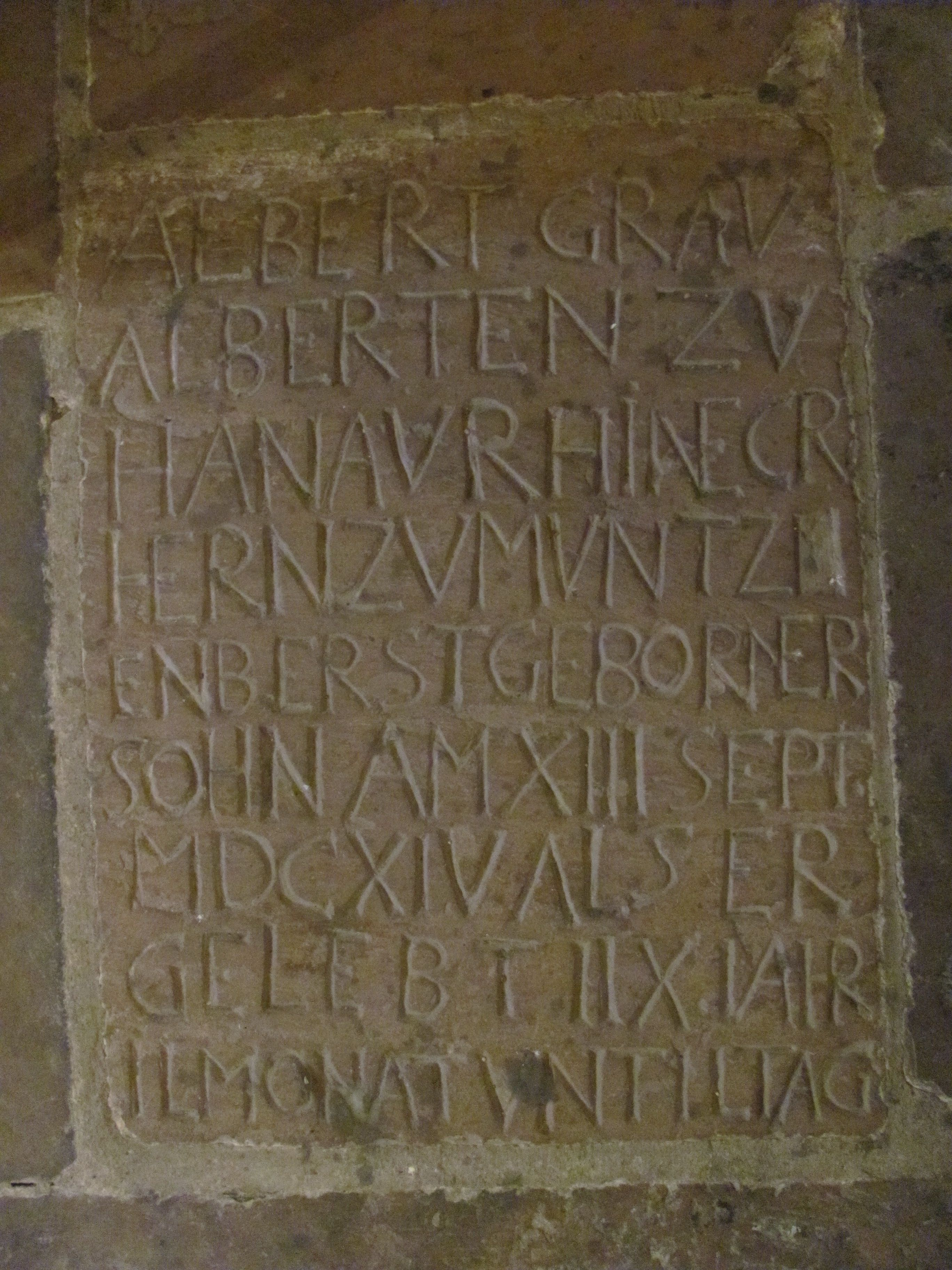
Inscription sur la tombe du comte Albert de Hanau-Münzenberg-Schwarzenfels au monastère de Schlüchtern

Albert de Hanau-Münzenberg (12 novembre 1579 – 19 décembre 1635 à Strasbourg) est le plus jeune fils de Philippe-Louis Ier de Hanau-Münzenberg (1553-1580) et de son épouse, Madeleine de Waldeck (1558-1599). Les seuls fils de ses parents à arriver à l'âge adulte sont Albert et son frère aîné Philippe-Louis II de Hanau-Münzenberg. Albert, fils de Jean-Ernest de Hanau-Münzenberg est le dernier membre masculin de la lignée de Hanau-Münzenberg.

## Régence
Lorsque son père meurt en 1580, Albert et son frère sont encore mineurs et une régence est nécessaire. Les régents sont les comtes Jean VI de Nassau-Dillenbourg (1536-1606), Louis Ier de Sayn-Wittgenstein (1568-1607) et Philippe IV de Hanau-Lichtenberg (1514-1590), qui est remplacé en 1585 par son fils, le comte Philippe V de Hanau-Lichtenberg (1541-1599).
Madeleine, la mère d'Albert se remarie en 1581 à Jean VII de Nassau-Siegen, le fils de son tuteur et le régent. Elle et ses fils de son premier mariage, sont allés à la cour Nassau à Dillenbourg. À l'époque, c'est un centre de Calvinisme en Allemagne. La cour de Dillenbourg maintient des relations cordiales avec la cour réformée des Électeurs du Palatinat à Heidelberg.
Cependant, Philippe IV de Hanau-Lichtenberg, le tuteur Luthérien d'Albert, et, plus tard, son fils Philippe V, sont farouchement opposés à cette influence calviniste, bien que, finalement, leur résistance soit vaine. Philippe V essaie de faire nommé le duc luthérien Richard de Simmern-Sponheim, un jeune frère de l'Électeur Palatin Frédéric III comme co-régent. Il réussit à obtenir un mandat à cet effet à partir de la Chambre impériale, mais les calvinistes empêchent l'installation de Richard et empêchent les gens de Hanau-Münzenberg de rendre hommage au duc Richard. Au lieu de cela, ils installent le duc Jean-Casimir du Palatinat comme tuteur supérieur un poste honorifique, qui renforce les calvinistes à Hanau-Münzenberg.
La fin de la tutelle est difficile à déterminer. En 1600, les tuteurs ont un différend avec Philippe Louis II et mis fin de sa tutelle. Cependant, Albert est encore mineur en 1600 (à l'époque, l'âge de la majorité était de 25 ans), et les gardiens poursuivent leur tutelle sur lui au moins jusqu'en 1604. Les gardiens ne déposent leur compte définitif qu'en 1608, pressés par l'Électeur Palatin Frédéric IV.

## Jeunesse
En 1585, Albert s'inscrit à l'académie d'Herborn, où son frère étudie également. En 1588, il s'inscrit dans la Tertia Classis de la Pädagogicum également à Herborn. En 1591, il s'inscrit à l'université de Heidelberg, où il est élu recteur le 20 décembre 1591.

## Règne
Albert passe la plupart de sa vie dans une violente dispute avec son frère Philippe Louis II, son cousin Philippe-Maurice de Hanau-Münzenberg (1605-1638), et sa belle-sœur Catherine-Belgique d'Orange-Nassau. Ce litige a lieu en partie devant les tribunaux, en partie à l'aide de moyens militaires. Albert exige une partition du comté. Philippe Louis II, s'appuie sur un décret de 1375, qui prescrit la primogéniture dans la Maison de Hanau.
Un compromis est obtenu, où Albert reçoit les districts de Schwarzenfels, Ortenberg, les territoires de l'ancien monastère de Naumbourg et Hanau et une part de Assenheim. Albert s'installe ensuite au château de Schwarzenfels. Toutefois, le compromis ne met pas fin au litige. Albert exige la souveraineté, tandis que Philippe Louis II lui a accordé seulement l'utilisation économique de l'apanage. 
Albert et sa famille sont forcés de quitter le château de Schwarzenfels pendant la Guerre de Trente Ans, probablement en 1633. Il fuit vers Worms et, plus tard, à Strasbourg, où il souffre de graves problèmes financiers.

## Mort
Albert est décédé le 19 décembre 1635, en exil à Strasbourg. Le sermon des funérailles nous est resté.
Avec la mort d'Albert, le différend de souveraineté se termine, son fils et héritier, Jean-Ernest, n'a pas de revendication et hérite finalement de l'ensemble de Hanau-Münzenberg.

## Mariage et descendance
Le 16 août 1604, Albert épouse la comtesse Ehrengard d'Isembourg (1er octobre 1577 – 20 septembre 1637 à Francfort). Certaines sources disent son prénom a été Irmgard. Ils ont les enfants suivants:
- Albert (1606-1614), enterré dans le monastère de Schlüchtern. Sa tombe est examinée lors de fouilles archéologiques en 1938 et en 1986, et il est ensuite de nouveau enterré[4].
- Maurice (1606; décédé jeune)
- Catherine-Élisabeth de Hanau-Münzenberg (de) (* le ou avant le 14 septembre 1607 – 14 septembre 1647), mariée au comte Guillaume-Othon d'Isembourg-Birstein (1597-1667)
- Jeanne de Hanau-Münzenberg (1610 – 13 septembre 1673 à Delft), mariée en septembre 1637[5] Wolfgang-Frédéric de Salm-Dhaun (1589 – 24 décembre 1638). Ce mariage est sans enfant et le 14 décembre 1646 au prince Manuel-Antoine de Portugal (1600-1666)
- Madeleine-Élisabeth de Hanau-Münzenberg (en) (28 mars 1611 – 26 février 1687), mariée à Georges-Frédéric Schenk de Limpourg (1596-1651)
- Jean-Ernest de Hanau-Münzenberg (13 juin 1613 – 12 janvier 1642), fiancé à la princesse Suzanne-Marguerite d'Anhalt-Dessau (25 août 1610 – 3 octobre 1663), dernier comte de la branche de Hanau-Münzenberg
- Christophe Louis (né en 1614; décédé peu de temps après le baptême)
- Élisabeth (1615-1665)
- Marie-Julienne de Hanau-Münzenberg (de) (15 janvier 1617 – 28 octobre 1643), mariée au comte Jean-Louis d'Isembourg-Birstein (1622-1685)